# Väänäsenluoto
Väänäsenluoto är en ö i Finland. Den ligger i sjön Luodejärvi och i kommunen Kuopio i den ekonomiska regionen  Kuopio ekonomiska region  och landskapet Norra Savolax, i den centrala delen av landet, 300 km norr om huvudstaden Helsingfors. Öns area är 0,3 hektar och dess största längd är 140 meter i sydöst-nordvästlig riktning.